# Mattenbrand
Mit Mattenbrand werden kleine Abschürfungen der Haut bezeichnet, die sich beim Kontakt derselben mit einer Matte ergeben, wenn man eine ungeschützte Körperpartie ungünstig über die Mattenfläche reibt. Der Zusammenhang mit der Berührung mit der Matte und das resultierende brennende Gefühl erklären den Namen.

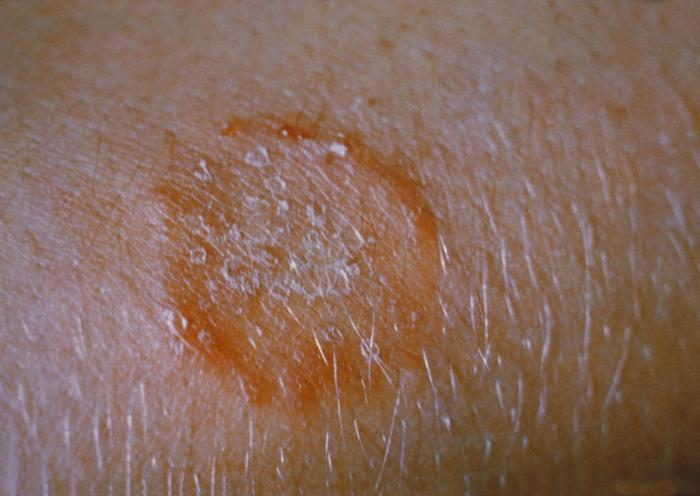
Infektion der Haut mit Trichophyton mentagrophytes

Bei Hautärzten und Sportmedizinern wird so oft auch der Mattenpilz benannt, in der Umgangssprache auch Ringerpilz, eine von Ringern bekannte Infektion der Haut. Die durch Epidermophyton oder Trichophyton hervorgerufene Hautpilzerkrankung heißt Tinea corporis gladiatorum
Allgemein ist mit dem Mattenbrand jedoch keine Infektion verbunden.
Verwendet wird der Ausdruck insbesondere bei den Ausübenden asiatischer Kampfkünste, die auf Matten ausgeübt werden, wie Aikido oder Judo.